# ناوشکن کلاس بی
ناوشکن کلاس بی (به انگلیسی: B-class destroyer) یک کلاس از کشتی است که طول آن ۳۲۳ فوت (۹۸٫۵ متر) می‌باشد.